# Sue Kupper
Sue Kupper (ur. 28 sierpnia 1984 w Edmonton) – kanadyjska lekkoatletka, tyczkarka.

## Osiągnięcia
| Rok  | Impreza                              | Miejsce       | Lokata      | Wynik |
| ---- | ------------------------------------ | ------------- | ----------- | ----- |
| 2003 | Mistrzostwa panamerykańskie juniorów | Port-of-Spain | 6. miejsce  | 3,40  |
| 2004 | Młodzieżowe mistrzostwa NACAC        | Sherbrooke    | 2. miejsce  | 3,60  |
| 2005 | Igrzyska frankofońskie               | Niamey        | 6. miejsce  | 3,60  |
| 2005 | Uniwersjada                          | Izmir         | 16. miejsce | 3,80  |
| 2006 | Młodzieżowe mistrzostwa NACAC        | Santo Domingo | –           | NM    |

Medalistka mistrzostw Kanady.

## Rekordy życiowe
- skok o tyczce – 4,15 (2005)